# Gail Rebuck
Gail Ruth Rebuck, Baronesa Rebuck (nascida em 10 de fevereiro de 1952) é uma editora britânica e presidente das operações britânicas do grupo internacional de publicação de livros Penguin Random House.
Ela se senta na Câmara dos Lordes como membro trabalhista.

## Infância e educação
O avô judeu de Gail Rebuck, nascido na Letônia, e seu próprio pai trabalhavam no "comércio de trapos" de Londres, área do East End conhecida como Spitalfields, que abriga empresas de fabricação de roupas, iniciada no século XVIII. Sua mãe era uma judia holandesa. Aos quatro anos de idade, Gail foi enviada para o Lycée Français Charles de Gaulle, em Londres, onde aprendeu a ler e escrever em francês antes de o fazer em inglês. Ela se formou em história intelectual pela Sussex University, em Falmer, no Reino Unido, em 1974.

## Carreira
Gail Rebuck trabalhou para várias editoras independentes e publicou um selo de bolso para Hamlyn antes de colocar seus próprios fundos em um novo selo, Century. Após uma fusão com a Hutchinson, em 1985, a Century Hutchinson foi adquirida pela Random House UK, em 1989. Gail Rebuck foi nomeada presidente e executivo-chefe da Random House UK em 1991.
Em fevereiro de 2015, Gail Rebuck sucedeu Sir Neil Cossons como pró-reitora e presidenta do conselho (o corpo governante) no Royal College of Art; ela ingressou no conselho da RCA em 1999.

## Vida privada
Gail Rebuck foi casada com Philip Gould até a morte dele, em novembro de 2011. Eles tiveram duas filhas, Georgia Gould, que atualmente atua como líder do Camden London Borough Council, e Grace Gould.

## Honras e reconhecimentos
Gail Rebuck foi nomeada Comandante da Ordem do Império Britânico (CBE) nas Honras de Ano Novo de 2000, e promovida a Dame Commander of the same Order (DBE) nas Honras de Aniversário de 2009.
Gail Rebuck ficou em quinto lugar em uma lista da Observer de 2006 das principais pessoas da indústria de livros britânica, e em nono lugar em uma versão de 2011 dessa lista produzida pelo The Guardian.
Em fevereiro de 2013, ela foi avaliada como a décima mulher mais poderosa do Reino Unido pela Woman's Hour na BBC Radio 4. Em 2013, ela foi reconhecida pela BBC como uma das 100 mulheres mais inspiradoras do mundo.
Em 2014, foi anunciado que Gail Rebuck se tornaria par trabalhista na Câmara dos Lordes, seguindo os passos de seu falecido marido. Ela foi nomeada vitalícia em 18 de setembro de 2014, assumindo o título de Baronesa Rebuck, de Bloomsbury no London Borough of Camden.